# Amphisbetetus favillaceus
Amphisbetetus favillaceus là một loài ruồi trong họ Asilidae. Amphisbetetus favillaceus được Loew in Rosenhauer miêu tả năm 1856. Loài này phân bố ở vùng Cổ Bắc giới.